# Diego Masson
Diego Masson, francoski skladatelj, dirigent in tolkalist, * 21. junij 1935, Tossa de Mar, Španija.
Diego Masson je sin umetnika Andréja Massona in brat umetnika in igralca Luísa Massona. Glasbo je študiral na Pariškem glasbenem konservatoriju, po študiju pa je začel sodelovati s tedanjim avantgardistom Pierreom Boulezom. Kot dirigent je krstil nekatera njegova dela, kot tudi dela Karlheinza Stockhausna, Vinka Globokarja in drugih ustvarjalcev sodobne resne glasbe.